# Nagyszénási repülőtér
A Nagyszénási repülőtér (ICAO: LHNS) Békés vármegye egyik kis mezőgazdasági repülőtere Nagyszénás és Szarvas között, Pálmatér majorban. Üzemeltetője a szegedi székhelyű Szemp Air Kft.

## Fekvése
A Nagyszénási repülőtér Nagyszénástól mintegy 3 kilométerre északra fekszik, a szarvasi úttól nyugatra.
A helyiek Pálmatéri repülőtérként emlegetik − tévesen −, ugyanis csak a terület neve Pálmatér, utalva az egykori major nevére.

## Története
2019-től az Eurochem Agro Hungary Kft. telephelye, mely mezőgazdasági kemikáliákkal foglalkozik, mint például növényvédő, gyomirtó szerek stb. permetezése.
2021 folyamán a futópályáját felszántották. Egyelőre nem tudni, hogy a továbbiakban üzemelni fog-e a repülőtér.